# Rayon crépusculaire

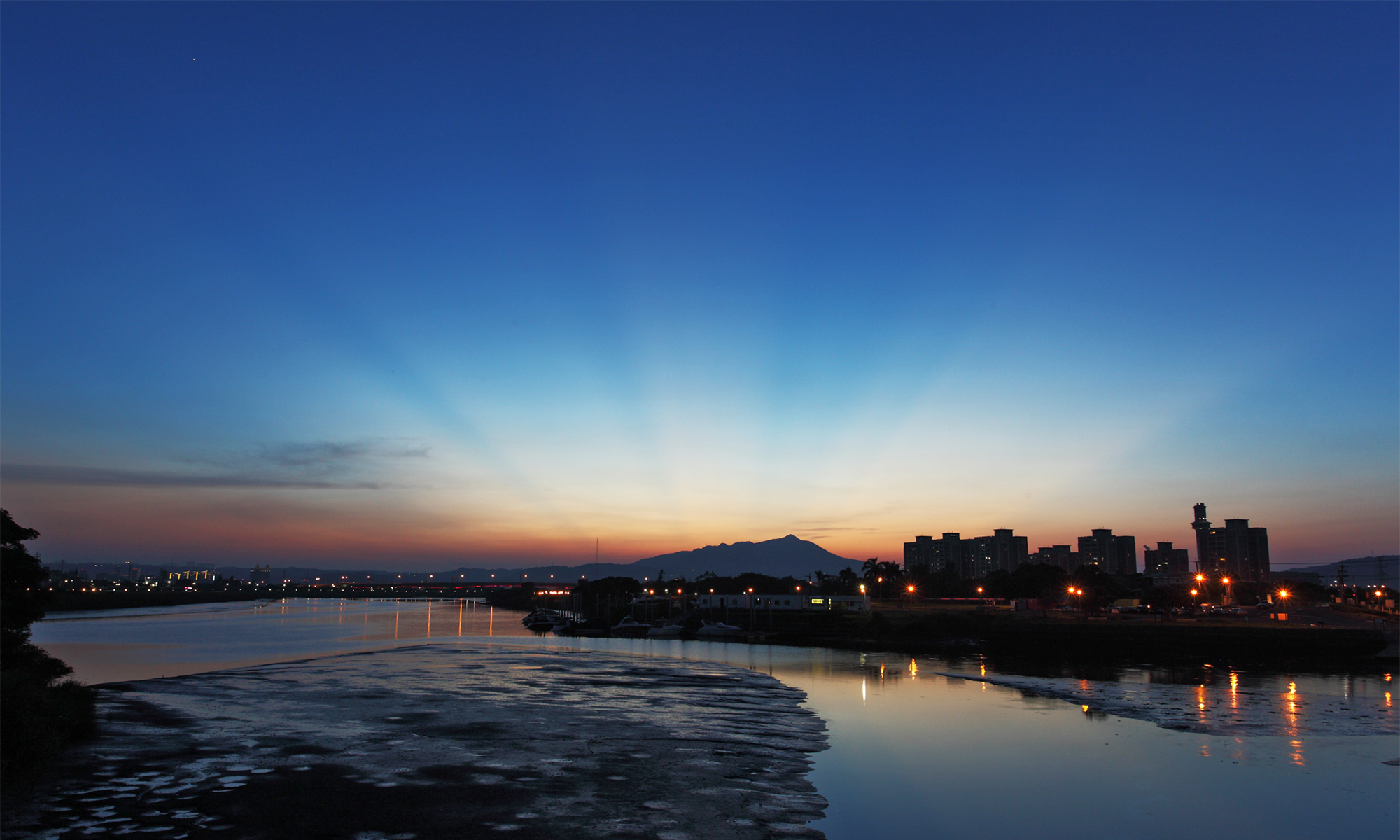
Rayons crépusculaires au coucher du soleil à Taïpei, Taïwan en 2018.

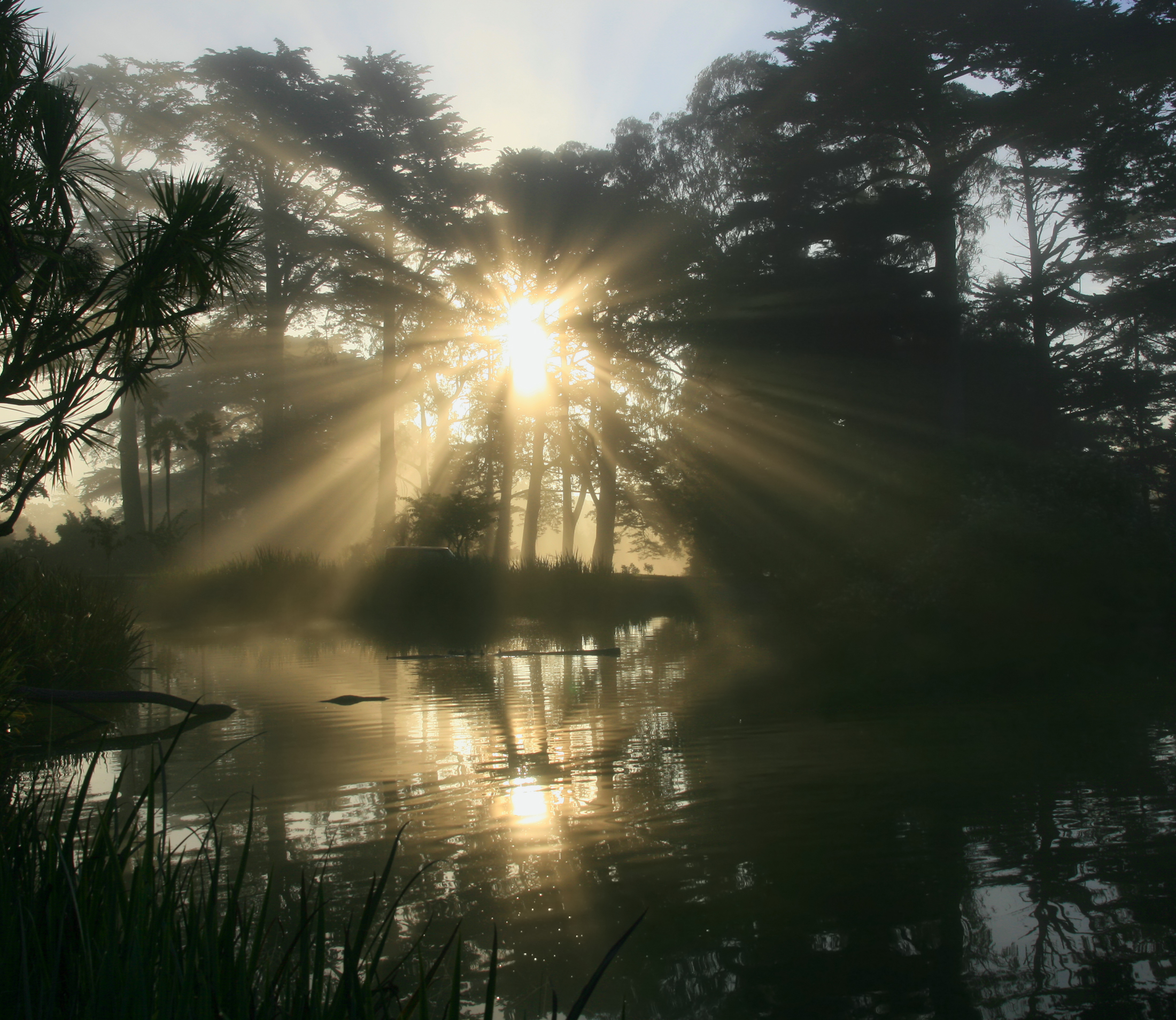
L'effet Tyndall (diffusion de la lumière par les aérosols atmosphériques) permet de visualiser le trajet des rayons crépusculaires.

Les rayons crépusculaires sont des rayons de la lumière solaire qui semblent provenir d'un unique point dans le ciel, du Soleil lui-même. Ils apparaissent fréquemment avant le lever ou après le coucher du soleil (d'où le terme de crépuscule) mais aussi 
lorsque celui-ci est bas à l'horizon ou même sous l'horizon. 
Ils apparaissent sous forme de raies lumineuses divergentes entrecoupées de zones ombragées. En réalité, les rayons sont parallèles (effet de parallaxe). La présence de particules en suspension dans l'air permet leur visibilité. 
Ce phénomène, également appelé « échelle de Jacob » en Angleterre, est assez proche de celui des rayons anticrépusculaires.
Certaines régions du Québec donnent le nom de pied-de-vent à ce phénomène.